# Amaurodon aeruginascens
Amaurodon aeruginascens är en svampart som först beskrevs av Hjortstam & Ryvarden, och fick sitt nu gällande namn av Kõljalg & K.H. Larss. 1996. Amaurodon aeruginascens ingår i släktet Amaurodon och familjen Thelephoraceae.   Inga underarter finns listade i Catalogue of Life.